# Iwan Grigorjew
Iwan Giennadjewicz Grigorjew (ros. Иван Геннадьевич Григорьев, ur. 7 stycznia 1957) – radziecki zapaśnik walczący w stylu wolnym. Srebrny medalista mistrzostw Europy w 1983. Wicemistrz ZSRR w 1979; trzeci w 1982 roku.